# Gullrisbock
Gullrisbock (Phytoecia nigricornis) är en art i insektsordningen skalbaggar som tillhör familjen långhorningar.

## Kännetecken
Gullrisbocken blir 7 till 12 millimeter lång och har kraftiga ben och långa antenner. Kroppen är svart med en fin och tät gråaktig behåring.

## Utbredning
Gullrisbockens utbredningsområde omfattar mellersta och södra Europa, Baltikum och Finland samt Skåne och Blekinge i Sverige. 

### Status
I Sverige är gullrisbocken klassad som sårbar av ArtDataBanken. De största hoten mot arten är igenväxning och exploatering av dess livsmiljöer. 

## Levnadssätt
Gullrisbockens habitat är varma, öppna och torra ängsmarker med växter som gullris, renfana, prästkrage och gråbo. I Sverige är gullris den enda kända värdväxten för arten. 
Fortplantningen sker på sommaren och utvecklingen från ägg till imago tar ett år. Larven övervintrar i värdväxtens rothals och förpuppar sig i maj. De fullbildade skalbaggarna uppträder sedan i juni till juli. 